# NGC 1094
NGC 1094 је спирална галаксија у сазвежђу Кит која се налази на NGC листи објеката дубоког неба.
Деклинација објекта је - 0° 17' 7" а ректасцензија 2h 47m 27,8s. Привидна величина (магнитуда) објекта NGC 1094 износи 12,7 а фотографска магнитуда 13,5. NGC 1094 је још познат и под ознакама UGC 2262, MCG 0-8-15, CGCG 389-16, IRAS 02449-0029, PGC 10559.